# William Maxwell (écrivain)
Pour les articles homonymes, voir William Maxwell et Maxwell.
Compléments
Sigma Pi, Académie américaine des arts et des lettres
William Keepers Maxwell, Jr., né le 16 août 1908 à Lincoln dans l’Illinois et mort le 31 juillet 2000  à New York, est un écrivain américain.

## Biographie
Il obtient le National Book Award en 1982 pour So Long, See You Tomorrow (À demain).

## Œuvres traduites en français
- La Feuille repliée [« The Folded Leaf »], trad. de Maurice-Edgar Coindreau, Paris, Éditions Gallimard, 1948, 233 p. (BNF 32434387) - rééd. Gallimard, L’Imaginaire (1984)
- Les Miroirs du nord [« Time Will Darken It »], trad. de Marcelle Jossua, Paris, Éditions Gallimard, coll. « Du monde entier », 1953, 382 p. (BNF 41666261)
- À demain [« So Long, See You Tomorrow »], trad. de Françoise Cartano, Paris, Éditions Flammarion, coll. « Lettres étrangères », 1982, 157 p.  (ISBN 2-08-064414-9) - rééd. 10-18 sous le titre Au revoir, à demain (2002)
- Comme un vol d'hirondelles [« They Came Like Swallows »], trad. d’Henri Robillot, Paris, Éditions Flammarion, coll. « Lettres étrangères », 1987, 197 p.  (ISBN 2-08-064886-1) - rééd. 10-18 et Éditions Cambourakis (2015)